# Coomans de Brachène
Coomans (de Brachène) is de naam van een notabele Brabantse familie die gedurende verschillende eeuwen in het Hageland en Haspengouw leden leverde voor plaatselijke ambten en functies.

## Geschiedenis
De bewezen stamreeks begint met de kweker Huybrecht Coomans, schepen en burgemeester van Assent, die in 1606 in een leenakte wordt genoemd, eerste vermelding van een telg van dit geslacht. Nageslacht werd ook burgemeester. De volksvertegenwoordiger Emile Coomans (1813-1896) werd door de Spaanse koningin Isabella II tot graaf verheven. Zijn broer, de kunstschilder Joseph Coomans (1816-1889), trouwde met Zoë van Male de Brachène, uit het geslacht van de heren van Te Brachene, waarna nageslacht in 1931 naamswijziging tot Coomans de Brachène verkreeg. Twee telgen verkregen in 1967 verheffing in de erfelijke Belgische adel; er bestaan ook niet-adellijke takken.

#### Naamswijziging en adellijke gunst
In 1931 kregen Raoul en Oscar-Eugène Coomans, kleinzoons van de schilder Joseph, vergunning (Koninklijk besluit van 27 januari 1931) om aan hun naam de Brachène toe te voegen, naar de heerlijkheid Te Brachene bij Wemmel, die vanaf de 15de eeuw in het bezit was van hun voorouders aan moederszijde. De naam is geldig voor alle nazaten, ook voor diegenen die niet begrepen werden in de adelverlening van 1967.
De naamverlenging deed een nieuwe ambitie ontluiken en op 11 oktober 1967 werden Oscar-Eugène en zijn neef, de genealoog Oscar Coomans de Brachène, door Koning Boudewijn in de Belgische erfelijke adel verheven. Ze namen als wapenspreuk Ambulate in dilectione.

#### Wapenbeschrijving (1967)

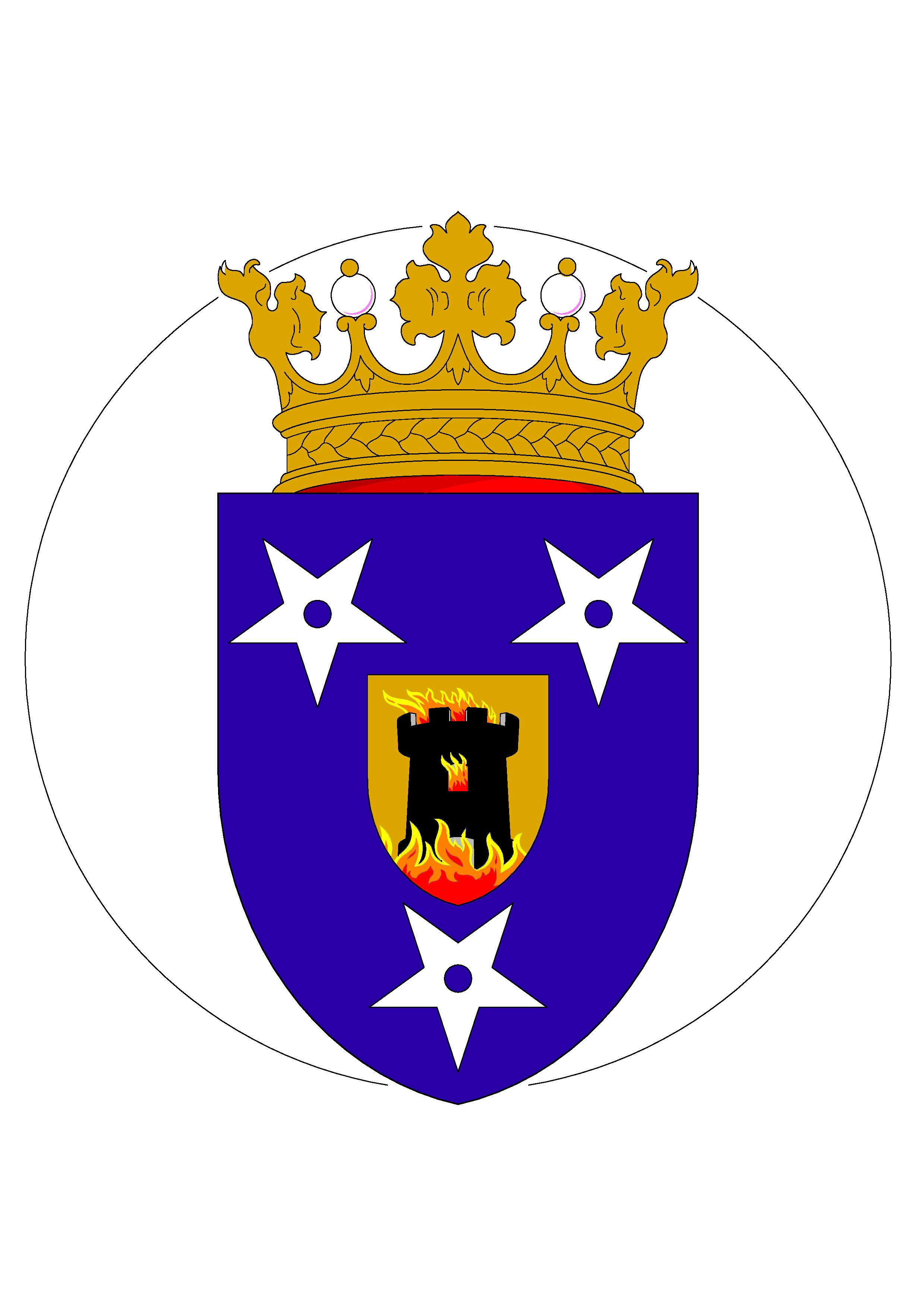

Van azuur, met een schildje van goud, beladen met een toren van sabel, gekanteeld van twee stukken en twee halve, geopend en verlicht van keel, uitkomende van een vuur van natuurlijke kleur, uitgaande van 't schildeinde, het schildje vergezeld van drie spoorraden met vijf stralen van zilver. Het schild overtopt met een helm van zilver, gekroond, getralied, gehalsband en omboord van goud, gevoerd en gehecht van keel, met dekkleden van azuur en van goud. Helmteken: de toren en het vuur van het schild. Wapenspreuk: Ambulate in dilectione van goud, op een lossen band van azuur.

#### Familiearchief
Sinds 2012 is het familiearchief Coomans de Brachène deels op KADOC bewaard en ontsloten .

## Enkele telgen
Jean-Baptiste Coomans, volksvertegenwoordiger en journalist (1813-1896)
Joseph Coomans, kunstschilder (1816-1889)
Oscar Coomans, schrijver en dichter (1848-1884)
- Dr. Raoul Coomans de Brachène (1881-1953), advocaat
  - Jhr. dr. Oscar Coomans de Brachène (1915-2003), genealoog en mede-oprichter van de reeks État présent de la noblesse belge
    - Jkvr. Yolande Coomans de Brachène (1940), kunstschilder, tekenaar en graficus
    - Jhr. dr. Henry Coomans de Brachène (1941), advocaat en chef de famille van de adellijke takken
      - Jhr. Laurent Coomans de Brachène (1976), ondernemer en vermoedelijke opvolger als chef de famille

  - Jacques Coomans de Brachène (1919-2000)
    - Philippe Coomans de Brachène (1948)
      - Geoffroy Coomans de Brachène (1977), schepen van Brussel, Brussels Hoofdstedelijk Parlementslid
- Jhr. dr. Oscar-Eugène Coomans de Brachène (1885-1979), provincieraadslid van Brabant, en burgemeester van Aarschot van 1919 tot 1922 en van 1927 tot 1947, met een onderbreking tijdens de oorlog
  - Jhr. ir. Albert Coomans de Brachène (1917-2009), burgemeester van Aarschot
    - Prof. jhr. dr. Thomas Coomans de Brachène (1962), lid van de Koninklijke Vlaamse Academie van België voor Wetenschappen en Kunsten